# Petra Haffter
Petra Haffter (* 29. Dezember 1953 in Cuxhaven) ist eine deutsche Regisseurin, Drehbuchautorin sowie Produzentin.

## Leben und Wirken
An der Freien Universität Berlin studierte sie Politische Wissenschaften, Publizistik sowie Theaterwissenschaften. Ab 1974 arbeitete sie für verschiedene Radiosender, zwei Jahre später war sie auch für das Fernsehen tätig. Im Jahr 1978 drehte sie mit dem Film Wahnsinn, das ganze Leben ist Wahnsinn ihren ersten Film. Von 1977 bis 1985 war sie an der Produktionsfirma C & H Filmproduktion Berlin beteiligt, die sie zusammen mit Richard Claus gegründet hatte. In dieser Zeit war sie vor allem als Produzentin tätig. Später gründete sie die Petra Haffter Filmproduktion.
Petra Haffter drehte mehrere Episoden der Serien Tatort und Die Feuerengel.

## Filmografie (Auswahl)

### Als Regisseurin
- 1978: Wahnsinn, das ganze Leben ist Wahnsinn
- 1983: Vom anderen Stern
- 1987: Der Kuß des Tigers
- 1991: Der Mann nebenan
- 1993: Schlußabrechnung
- 1994: Der König von Dulsberg
- 1995: Polizeiruf 110: Schwelbrand
- 1995: Tatort: Ein ehrenwertes Haus
- 1996: Crash Kids
- 1996: Schuldig auf Verdacht
- 1996: Doppelter Einsatz – Wunder auf Bestellung
- 1997: Tatort: Gefährliche Übertragung
- 1997: Tatort: Inflagranti
- 1997: Die Feuerengel (4 Episoden)
- 1998: Robin Hood (4 Episoden)
- 2000: Zwei Brüder – Farbe der Nacht
- 2002: Voyages, Voyages – Kaliforniens HWY 1
- 2003: Voyages, Voyages – Los Angeles
- 2004: Verwehte Spuren – Auf der Suche nach Agatha Christie
- 2006: Das Totenbuch der alten Ägypter (The egyptian book of the dead)
- 2008: Unterwegs in Amerika (5 Episoden)
- 2011: Speak Now 2010
- 2011: Speak Now
- 2012: Die Farben der Wüsten (5 Episoden)
- 2013: Fest im Sattel: Eine Cowboykirche

### Als Drehbuchautorin
- 1978: Wahnsinn, das ganze Leben ist Wahnsinn
- 1983: Vom anderen Stern
- 1987: Der Kuß des Tigers
- 1991: Der Mann nebenan
- 1996: Crash Kids
- 2002: Voyages, Voyages – Kaliforniens HWY 1
- 2003: Voyages, Voyages – Los Angeles
- 2004: Verwehte Spuren – Auf der Suche nach Agatha Christie
- 2012: Die Farben der Wüsten (5 Episoden)
- 2013: Fest im Sattel: Eine Cowboykirche